# 蘭島物語 レアランドストーリー 少女の約定
『蘭島物語 レアランドストーリー 少女の約定』（らんしまものがたり レアランドストーリー しょうじょのやくじょう）は、アークシステムワークスより2009年7月23日に発売されたPlayStation Portable用ゲームソフト。

## 概要
主人公はヒロインである少女を育てつつ、各キャラクターたちとの友情や愛情を育むという内容。
ヒロインの育成パートと各登場人物のADVパートがあり、ヒロインの幸せを求めるか主人公の幸せを求めるかを選択することになる。ほぼ全ての登場人物の将来がプレイヤーの選択次第となる。
2020年11月12日にはNintendo Switchでリマスター版がダウンロード販売された。発売元はCIRCLE Entertainmentとなっている。ヒロインの新たなスタイルの追加、グラフィックの向上、エフェクトの作り直しと強化、テキストスキップ機能などが設けられた。